# XML Binding Language
XBL (XML Binding Language) ist eine XML-basierte Auszeichnungssprache, mit der man das Verhalten und Aussehen von XML- und HTML-Elementen beschreiben kann. Dies geschieht über sogenannte Bindings (Bindungen) in XBL, die an ein solches Element angehängt werden. Die Bindings werden in einer separaten XBL-Datei definiert. Über ein Binding kann auch Text in das XML- oder HTML-Element eingefügt werden. Ein Binding kann an mehrere unterschiedliche Elemente angehängt werden. XBL kommt häufig als Erweiterung von XUL zum Einsatz, um das Verhalten eines XUL-Widgets zu beschreiben. So kann mit XBL beispielsweise die Funktionalität einer Scrollbar geändert werden, was in XUL alleine nicht möglich ist.
XBL wurde vom Mozilla-Projekt für die eigenen Mozilla-Anwendungen entwickelt. Die Sprache entspricht momentan keinem Standard und ist proprietär. Nur die Gecko-Engine kann mit dieser Sprache umgehen. XBL 2.0 ist die neue Version von XBL, welche vom World Wide Web Consortium standardisiert werden soll.

### Dokumentation/Browser-Implementierung
- XBL-Dokumentation von Mozilla (englisch)
- W3C XBL 2.0 Candidate Recommendation (englisch)
- XBL 2.0 Primer Working Draft (englisch)

### Cross-Browser-Implementierung
- Cross-browser XBL 2.0 Implementation in JavaScript (englisch)
- Partial implementation of XBL 2.0 in JavaScript by Sean Hogan (englisch)
- XBL Marquee (englisch)